# カド・メラッド
カド・メラッド（Kad Merad、1964年3月27日 - ）は、フランスの俳優。

## 出演作品
- コーラス Les choristes (2004) - シャベール（体育教師）
- マイ・ファミリー/遠い絆 Je vais bien, ne t'en fais pas (2006) - ポール・テリエ ※日本劇場未公開
- 幸せはシャンソニア劇場から Faubourg 36 (2008) - ジャッキー
- プチ・ニコラ Le petit Nicolas (2009) - パパ
- バレッツ L'immortel (2010) - トニー・ザッキア
- ある朝突然、スーパースター Superstar (2012) - マルタン・カザンスキー ※日本劇場未公開、WOWOWで放送
- プチ・ニコラ 最強の夏休み Les vacances du petit Nicolas (2014) - パパ ※日本劇場未公開、WOWOWで放送
- オーケストラ・クラス La mélodie (2017) - シモン・ダーウード